# D-ペニシラミン
D-ペニシラミン（英: D-penicillamine）は、重金属のキレート剤、抗リウマチ薬である。システインの3位の炭素に結合する水素が2つともメチル基に置換された化合物であり、水に極めて溶けやすい。ペニシリンを加水分解することによって得られるものの、ペニシリンとは違って抗菌薬ではない。なお、ペニシリンと構造が似ていることから、ペニシリン系の薬剤でアレルギーを発症した者に対しては、慎重な投与が求められる。

## 作用機序

### 重金属排泄促進
D-ペニシラミンは求核性の高いチオール基を持つため、銅、水銀、亜鉛、鉛などの重金属とキレート錯体を形成しやすい。チオール基は、別名、メルカプト基とも呼ばれるが、これは水銀との親和性が高いことに由来した名称である。また、D-ペニシラミン自体が極めて水溶性の高い分子であるため、このキレート錯体は水溶性であり、腎臓の糸球体での濾過を受けやすく、キレートした重金属原子の尿中への排泄を促すことができる。この結果、重金属の血中濃度が低下するために、組織中の重金属が血中に遊離しやすくなり、そうして遊離してきた重金属原子をも、D-ペニシラミンはキレートして尿中への排泄を促す。このため、鉛や水銀などの重金属中毒の解毒に使用される場合がある。
また、銅が異常蓄積する病態である肝レンズ核変性症（ウィルソン病）の治療に使用される場合がある。ただし、ウィルソン病の場合は、下記の副作用のためD-ペニシラミンが使用できない時は、トリエンチン塩酸塩が使用される。ウィルソン病の場合は、この他に酢酸亜鉛水和物が投与されることもある。

### 免疫系への作用
D-ペニシラミンの持つチオール基は、リウマトイド因子として知られる免疫複合体分子内のジスルフィド結合を開裂させたり、5量体であるIgMをモノマーに解離させることなどが知られている。結果として、IgMに加えて、免疫に重要な役割を果たしているIgGやIgAの低下を引き起こし得る。
さらに、Tリンパ球を介して細胞性免疫系に作用して、免疫を抑制したり、逆に増強したりすることがある。このことを、D-ペニシラミンの免疫調整作用と呼ぶ場合があるものの、こちらの作用機序は不明である。
以上のように免疫系に影響を与えるD-ペニシラミンは、1964年にJaffeによって、自己免疫疾患である関節リウマチの治療薬として用いられるようになった。日本では1970年代後半より関節リウマチ治療薬として用いられるようになった。ただし、同じく抗リウマチ薬として使用されることのある金チオリンゴ酸ナトリウムとの併用を行うと、機序不明ながら重篤な血液障害を起こすので併用禁忌である。また、関節リウマチ患者に対してD-ペニシラミンを投与すると、ごく稀に胆汁鬱滞性肝炎が発生するとの報告が存在するため、D-ペニシラミン投与中は、定期的な肝機能検査を実施するべきとされている。

## 相互作用
既述のように、D-ペニシラミンは求核性の高いチオール基を持つため、多くの金属原子とキレートを形成しやすい。このため、例えば亜鉛製剤、鉄剤、マグネシウムを含む製剤、アルミニウムを含む製剤などと同時に経口投与すると、消化管内でD-ペニシラミンが金属原子とキレートを形成してしまい、D-ペニシラミンが持つ体内に吸収された重金属の排泄促進の作用が減弱するとされる。また、体内に亜鉛や鉄などを補給する目的で、亜鉛製剤や鉄剤を経口投与している場合は、亜鉛や鉄の補給を妨げるとの報告が存在する。
これらを回避するためには、D-ペニシラミンと、金属を含む製剤とを、同時投与しないことが必要である。なお、これらの金属を含んだサプリメントなどとの同時服用でも、同様のことが起こり得るため、注意が必要である。

## 副作用
D-ペニシラミンの投与によって発生することのある副作用の中で、特に重大な副作用とされているものは、白血球の減少（無顆粒球症、顆粒球減少症）、血小板減少症、貧血、場合によっては全ての血球が減少する、汎血球減少症が起こる場合がある。他に、ネフローゼ、間質性肺炎、全身性エリテマトーデス様症状などが、稀に起こる場合がある。
また、ビタミンB6拮抗作用を持つため、視神経炎などの様々な神経炎が生じるなど、ビタミンB6欠乏症状が現れる場合がある。ただし、こちらはビタミンB6を投与することで、ある程度予防できる。この他、神経系に起こり得る問題に加えて、味覚を正常に保つために必要な元素の1つである亜鉛の排泄をD-ペニシラミンは促進することも手伝って、味覚の消失が発生する場合もある。

## 禁忌
D-ペニシラミンに過敏な場合以外に、以下の場合もD-ペニシラミンを投与してはならない。
- 再生不良性貧血のような重篤な造血障害がある。D-ペニシラミンは汎血球減少症を発症する場合があるなど、造血に問題を引き起こす可能性がある。
- 重篤な腎機能障害がある。D-ペニシラミンは水溶性が高く、主に腎臓から尿中へと排泄されるなど、腎機能が低いと問題を起こし得る。また、D-ペニシラミンの副作用として、稀にネフローゼを引き起こす場合もある。
- 全身性エリテマトーデスの患者に投与すると、機序は不明ながら、全身性エリテマトーデスが悪化することが知られている。
- 金チオリンゴ酸ナトリウムなどの金製剤を投与している。機序は不明ながら、重篤な血液障害が発生することが知られている。
- 妊娠を希望する場合や妊婦。催奇形性があるため。

## 効能・効果
1. 関節リウマチ
2. ウイルソン病（肝レンズ核変性症）
3. 鉛・水銀・銅の中毒